# Intersputnik
Intersputnik ist eine internationale Satellitenorganisation und wurde am 15. November 1971 in Moskau durch einen Staatsvertrag von den neun damals sozialistischen Staaten gegründet, die nach dem Beitritt Kubas auch Vollmitglieder des RGW waren. Aufgabe war und ist die Entwicklung und gemeinsame Nutzung von Nachrichtensatelliten. Das Pendant auf westlicher Seite war Intelsat.
Intersputnik ist heutzutage eine kommerziell ausgerichtete Organisation. Sie betreibt 12 Satelliten im Erdorbit und 41 Transponder. Im Juni 1997 gründete Intersputnik gemeinsam mit Lockheed Martin das Joint Venture Lockheed Martin Intersputnik (LMI) mit Sitz in London, das die gleichnamigen Satelliten baut und betreibt.

## Mitgliedsstaaten

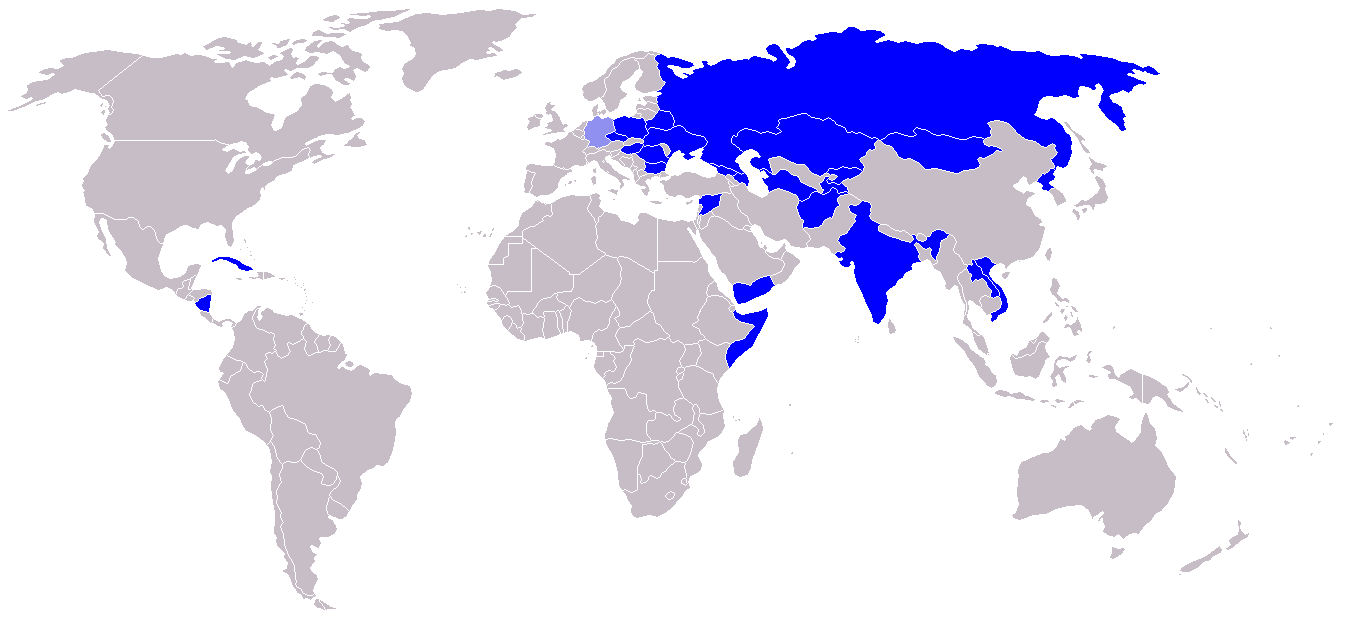

Die folgenden 25 Staaten sind Mitglied von Intersputnik:
- Afghanistan
- Aserbaidschan
- Belarus
- Bulgarien
- Georgien
- Indien
- Jemen
- Kasachstan
- Kirgisistan
- Kuba
- Laos
- Mongolei
- Nicaragua
- Nordkorea
- Polen
- Rumänien
- Russland
- Somalia
- Syrien
- Tadschikistan
- Tschechien
- Turkmenistan
- Ukraine
- Ungarn
- Vietnam

## Ehemalige Mitgliedsstaaten
Die Bundesrepublik Deutschland war als Rechtsnachfolger der DDR als einziges „westliches“ Land Mitglied von Intersputnik. Die DDR war als Gründungsmitglied ab Inkraftsetzung des Vertrages im Juli 1972 am Intersputnik-Programm beteiligt. Eine Erdfunkstelle wurde als Erdfunkstelle Neu Golm ab 1975 in Neu Golm bei Bad Saarow in Brandenburg betrieben. Sie diente der Übermittlung von Telefongesprächen, Telegraphie, Rundfunk und Fernsehen über das Satellitennetzwerk. Nach der Kündigung des Gründungsvertrages durch die Bundesrepublik Deutschland im April 2023 schied diese aus der Organisation aus.